# Fârdea
Fârdea (en hongrois : Ferde) est une commune du județ de Timiș en Roumanie.